# Live at Winterland
Live at Winterland è un album live del gruppo musicale The Jimi Hendrix Experience pubblicato postumo nel maggio 1987.

## Il disco
Il disco documenta la performance della band alla Winterland Arena, San Francisco, California dove Jimi Hendrix e compagni suonarono due show a serata il 10, 11 e 12 ottobre 1968. La raccolta contiene il meglio estratto dai vari concerti.

## Tracce
Tutti i brani sono opera di Jimi Hendrix, eccetto dove indicato.
1. Prologue - 0:57
2. Fire - 3:12
3. Manic Depression - 4:46
4. Sunshine of Your Love (Eric Clapton, Jack Bruce, Pete Brown) - 6:25
5. Spanish Castle Magic - 5:32
6. Red House - 11:32
7. Killing Floor (Chester Arthur Burnett) - 8:05
8. Tax Free (Bo Hansson, Janne Karlsson) - 8:00
9. Foxy Lady - 4:50
10. Hey Joe (Billy Roberts) - 6:44
11. Purple Haze - 4:34
12. Wild Thing (Chip Taylor) - 3:05
13. Epilogue - 0:30

## Formazione
- Jimi Hendrix: chitarra elettrica, voce
- Mitch Mitchell: batteria
- Noel Redding: basso, coro sulla traccia 11
- Jack Casady: basso sulla traccia 7